# Alcide De Gasperi
Alcide De Gasperi (ur. 3 kwietnia 1881 w Pieve Tesino, zm. 19 sierpnia 1954 w Borgo Valsugana) – włoski polityk, od 12 grudnia 1944 do 2 czerwca 1946 ostatni minister spraw zagranicznych Królestwa Włoch, a od 13 lipca do 18 października 1946 pierwszy minister tego resortu Republiki Włoskiej (funkcję tę pełnił jeszcze od 26 lipca 1951 do 29 czerwca 1953 i od 16 lipca 1953 do 2 sierpnia 1953), w latach 1945–1953 premier Włoch, od 13 lipca 1946 do 28 stycznia 1947 minister spraw wewnętrznych.

## Życiorys
W latach 1911–1918 był posłem do parlamentu austriackiego. Współzałożyciel (1919) i sekretarz generalny (od 1924) Włoskiej Partii Ludowej, poseł do parlamentu włoskiego, w czasie rządów Benita Mussoliniego więziony. W latach 1943–1954 był przewodniczącym włoskiej Partii Chrześcijańsko-Demokratycznej.
Był rzecznikiem zjednoczenia Europy pod względem gospodarczym i obronnym. Współtwórca Rady Europy (1949) i Europejskiej Wspólnoty Węgla i Stali. Został kandydatem na ołtarze Kościoła rzymskokatolickiego. Proces beatyfikacyjny De Gasperiego rozpoczął się na szczeblu diecezjalnym 29 kwietnia 1993 roku w Trydencie.
Był jednym z głównych zwolenników i realizatorów koncepcji integracji europejskiej. Pochodził z Pieve Tesino. Studiował filozofię w Wiedniu, a następnie pracował jako dziennikarz. Był deputowanym z ramienia Partii Ludowej. Po jej rozwiązaniu za czasów Mussoliniego, trafił do więzienia. Po wyjściu na wolność przez 14 lat pracował w bibliotece watykańskiej i pisał artykuły do dziennika „L’Ilustrazione Vaticana”. W czasie wojny przyczynił się do powstania Chrześcijańskiej Demokracji. Po wyzwoleniu De Gasperi, popierany przez Kościół i komunistów, stanął na czele rządu włoskiego (1945-1953), który w swojej polityce zagranicznej (wbrew przeważającej postawie neutralistycznej społeczeństwa i sceny politycznej) popierał idee integracji europejskiej i koncepcje atlantyzmu. Podjął próbę odbudowy prestiżu Włoch na arenie międzynarodowej, m.in. przez przystąpienie kraju do NATO i Europejskiej Wspólnoty Węgla i Stali (pomimo braku krajowych zasobów węgla i importu stali z Wenezueli). We wrześniu 1946 zawarł porozumienie graniczne z Austrią, gwarantujące włoski stan posiadania w Tyrolu Południowym. Z uwagi na antyniemiecki charakter sojuszu, De Gasperi odmówił uczestnictwa Włoch w podpisanym w 1948 Traktacie brukselskim.
W 1952 uhonorowany Nagrodą Karola Wielkiego.